# Африканец в Гренландии
«Африканец в Гренландии» (фр. L’Africain du Groenland) — книга тоголезца Тете-Мишеля Кпомасси, изданная в 1981 году во Франции. Кпомасси описывает свою жизнь в Того и путешествие в Арктику, о котором он мечтал всё отрочество. Книга удостоилась похвалы критиков.

## Сюжет
Кпомасси родился в семье вождя и в отрочестве занимался сбором кокосов в Ломе, столице Того, бывшем тогда колонией Франции. Он получил всего шесть классов образования. В 1957 году 16-летний Кпомасси нашёл книгу антрополога Робера Гессена о Гренландии и у него появляется мечта: переехать туда и стать охотником. После того, как на автора нападает питон, его семья пытается отдать сына жрице змеиного культа для обучения, однако он сбегает. Осуществление мечты о «земле без деревьев и змей» занимает 8 лет: Кпомасси отправляется в путешествие: Абиджан, Аккра, Дакар, Нуадибу, Париж, Бонн и наконец Копенгаген, откуда он отплыл на заветную землю, в порт Какорток. В Гренландии Тете-Мишеля сперва приняли за демона, но постепенно он подружился с коренными жителями Какортока. Автор нашёл европеизированный жизненный уклад какортокских эскимосов неудовлетворительным: они часто страдают от алкоголизма и «постыдно» молятся о хлебе насущном, хотя сами добывают его. Он отправляется на север, чтобы познакомиться с «настоящими» гренландцами, живущими охотой, и практикующие традиционный уклад обитатели Упернавика с радостью принимают его. Там Кпомасси заключает, что, несмотря на множество отличий, жизнь гренландцев во многом схожа со знакомой ему жизнью в Того. Затем Кпомасси решает вернуться, так как скучает по Африке и хочет передать полученные знания землякам, а затем публикует свой путевой журнал в виде книги.

## Критика
Первое издание книги вышло в издательстве Flammarion в 1981 году и осталось преимущественно незамеченным. В интервью 2015 года по случаю переиздания книги на французском Кпомасси сообщил, что был очень удивлён предложением переиздать книгу спустя столько лет.
Книга удостоилась множества положительных отзывов, газета The New York Times включила её в свой список New York Times Notable Books, в рецензии для Times её назвали «классикой жанра», а автор нескольких путевых очерков Сара Уилер включила «Африканца» в список пяти лучших книг о приполярных землях. В рецензии для сайта «Литературный Того» Коффи Аньинефа отмечает, что, хотя «Африканец в Гренландии» выглядит как классическая книга путевых заметок о поездке в дальние края, но вместо жарких тропиков или пустынь, привычных европейской традиции очерков об экзотических странах, её автор отправляется в ледяную Гренландию, по дороге критикуя социальный порядок — как у себя дома, так и в других обществах. Кроме того, Кпомасси предлагает читателям свой постколониальный неосуждающий взгляд как житель бывшей колонии, который и сам мог бы стать предметом экзотизации какого-нибудь европейца в путевых заметках о путешествии в Того. В то же время Аньинефа считает, что Кпомасси не удалось избежать самоэкзотизации при описании порядков родных мест. В краткой рецензии для Vulture Молли Янг назвала «Африканца» «классической работой по антропологии».
Сильва Гетин сочла, что Кпомасси написал «Африканца» для тоголезцев, что, по её мнению, является недостатком. Также в рецензии она написала, что книга получилась однобокой и слишком личной.
Книга переведена на восемь иностранных языков, включая английский; при этом в английском издании смысл названия изменили с «Африканец из Гренландии» на «Африканец в Гренландии».

## Награды
- Prix Littéraire Francophone (1981)[11]